# John Kluge
John Werner Kluge (* 21. September 1914 in Chemnitz, Sachsen; † 7. September 2010 in Charlottesville, Virginia) war ein deutsch-US-amerikanischer Geschäftsmann. 

## Leben
Als Halbwaise wanderte John Werner Kluge im Alter von acht Jahren nach Detroit, USA aus. Während seiner Schulzeit arbeitete er in einem Betrieb Henry Fords, um sich seinen Unterhalt zu verdienen. Nach seinem High-School-Abschluss erhielt er ein Stipendium und konnte an der Columbia University in New York City studieren. Dort erhielt er 1937 den Grad Bachelor of Arts mit dem Hauptfach Business.
Da er nach der Einreise in die USA die amerikanische Staatsbürgerschaft angenommen hatte, musste er von 1941 bis 1945 im Zweiten Weltkrieg für die US-Armee in den Krieg ziehen.
1946 gründete John Werner Kluge das Medienunternehmen Metromedia in New York, welches sich gut entwickelte. Innerhalb weniger Jahre gehörten dem Unternehmen eigene Radio- und Fernsehsender sowie andere Medieneinrichtungen. Er führte das zu dem Zeitpunkt als größte private Rundfunksender-Gruppe der USA geltende Unternehmen bis 1985 und verkaufte es dann an Rupert Murdoch.
John Werner Kluge wurde Vater von drei Kindern. Er lebte zuletzt in vierter Ehe.

## Bedeutung/Würdigung
Kluges Privatvermögen wurde 2006 auf 14 Milliarden US-Dollar geschätzt, womit er zu den 100 reichsten Menschen der Welt zählte. Mit Teilen seines Vermögens unterstützte er die Organisation Youth for Understanding. Außerdem bezahlte er Stipendien für arme Studenten, wie auch er einer gewesen war. 
Auf eine Stiftung Kluges geht auch der nach ihm benannte Kluge-Preis zurück. Zudem wurde er 2002 in die American Academy of Arts and Sciences gewählt.